# 五十畑颯斗
五十畑 颯斗（いそはた はやと、1992年12月4日 - ）は、日本の元俳優。

## 経歴
小学校四年生の頃、avexアーティストアカデミーより約300人の中から6人の選抜にオーディションで選ばれたのち「Maniac」というチームで活動。
主な成績は、『サンリオダンスコンテスト関東大会』優勝(全国大会出場権獲得)、ツアー型ダンスコンテストJSDA主催『D-1オールジャパンストリートダンスコンテスト』(東京代表)全国大会3位。このときEXILEのリーダーであるHIRO(現LDH代表取締役社長)が審査員として参加。特別賞としてEXILEとの共演が与えられる。
2003年リリースEXILE(ZOOのカバー曲となる)「Choo Choo TRAIN」のMVに参加したことをきっかけに本格的に活動を開始。その後はバックダンサーとして、LIVEツアー、『ミュージックステーション』、『紅白歌合戦』(2003年EXILE初出場)などに参加。
avexアーティストアカデミーを辞め、当時、中野坂上新宿村スタジオにあったEXPGに移る。ここでは主にミドルスクールヒップホップ、ストリートダンス、ロックダンスを学ぶ。
場所を参宮橋に移し、(現中目黒)レッスンを受ける。EXPGではKidsチームを組み様々なイベントに参加していた。

## 出演

### テレビ
- ウルトラマンメビウス - サイコキノ星人 役 ※五十嵐颯斗	と誤記
- わたしたちの教科書 - 2年3組クラスメイト 榎本役
- 恋して悪魔〜ヴァンパイア☆ボーイ〜 - 加藤 清春役

### 映画
- 小山くんキラキラ - 主人公 小山くん役
- ノーパンツガールズ - 文太役
- かくれんぼ - ミチヤ役

### CM
- エバラ食品「生姜焼きのタレ」
- 花王「健康エコナ」
- PlayStation 2「ラチェット&クランク2」
- 第一屋製パン「ポケモンパン」
- 三共「新ルルAゴールド」

### PV
- EXILE「Choo Choo TRAIN」
- ヒゲドライVAN「透明少女」（2015年）

### ラジオ
- ラジオドラマ「My Little Honda」
- ラジオドラマ「朝日の陰で朝食を」 - 少年佐々木役

### その他
- PRODUCE 101 JAPAN(2019年)